# 294 (グループ)
294（つくし）は日本の女性ボーカルユニットである。GPSに所属していた。2007年6月6日、ジュエルケースよりデビュー。
メンバー2人、はるかとかほりの身長を足すと294cmとなることから「294」と命名された。現在、活動休止中。

## 略歴
デビューからまもなく2007年6月22日から同7月1日までの10日間、ひかり荘にて住み込み企画を敢行。この企画は10日間のうちに自分たちで作成したショートコントや歌の動画を自身の持っていたYouTubeチャンネル「294tv」に100本以上転送し、かつその動画の視聴回数の総計が10万Viewを超えていればセカンドシングル発売の交渉権をプロデューサーより得られるというチャレンジ企画であった。10日間の生活の様子はすべてライブカメラにて音声と共に24時間中継されていた。視聴者とはチャットを通じて会話することができた。就寝時は音声は切られるものの映像は常に配信されていたため、精神的にも大変過酷な物だったと思われるが、当人たちはほとんど疲れた表情をみせず、むしろありあまる元気と笑いで昼夜を問わず視聴者を圧倒、チャットを通じた会話を楽しんでいた。
結果はアップロードした動画は108本、再生視聴回数は26万5147Viewという目標を大幅に超える驚異的な数字を残した。視聴回数10万Viewは最終日を待たずに企画中盤に超えてしまったため、後半に向けて目標が追加されていた。
15万回を超えるとDVD（PV+ニョキニョキ動画）制作
20万回を超えるとワンマンライブ開催
30万回を超えるとアルバム制作
アルバム制作には届かなかったがセカンドシングル交渉権、DVD作成権、ワンマンライブ開催の3つのご褒美を獲得。セカンドシングルは2008年1月30日にタイトル「桜ひとひら」「ミネラル」を、DVDは2007年11月21日にタイトル「みんな一緒にnyokinyokiPLEASE〜私たちミュージシャンなんですけれども〜」、ワンマンライブは2008年1月27日に恵比寿・天窓Switchにてタイトル「294のニョキニョキづくし！〜笑うまで帰しませんけれども〜」が行われた。
10日間チャレンジ終了後も、ひかり荘で隔週のレギュラー配信をしていたが、2007年10月28日ひかり荘サービス終了に伴いレギュラー配信も終了した。その後は、2007年10月26日の試験放送を経てしぶたまTV　NET魂にてニョキニョキ魂というタイトルでレギュラー配信を隔週で行う。こちらもチャットにて視聴者と会話ができるスタイルで配信される。
また、2008年1月9日からはあっ!とおどろく放送局にて放送中の『夜遊びメールバトル』水曜を担当。深夜にハイテンションでnyoki nyokiを世界に配信している。こちらは毎週294が決めたテーマにそってメールを募集している。また、3時台からはコスプレ配信と称してはるかとかほりが毎回違う衣装で配信をする。6月下旬からは4時台に「294とニョキニョキ生電話」コーナーが開始。毎週4時ジャストに届いた電話番号の書かれたメールの中からランダムに2名選び、直接294と話せると言うものである。
2008年10月31日から「294ヶ所巡業キャンペーン！」が始まった。もっと294をいろんな人に知ってもらいたい！！
ニョキニョキの輪をもっともーーっと広げたい！！もっともっと成長したいッ！！
と294ヶ所を目標にスナックやバー、居酒屋などを巡業している。その様子は、「294tv」にアップされ、「294のニョキニョキ漂流記」(Shibutama.TV)でも放送されている。
2009年3月7日の「つくばクレオスクエア」が115箇所目で、残り179箇所となっている。
（2/15の渋谷魂vol.160も巡業のカウントに入れていいはずだが、カウントには入れられていない）
2009年3月1日から、「294春のライブツアー 歓迎！演芸！大道芸！！」が始まった。ライブ中、「ミネラル」の「ララララ～♪」の間にパフォーマンスを行なう。
ツアー初日のアリオ蘇我ではバルーンアートに挑戦し、犬&花を作った。
2009年3月7日にかほりが体調不良になり、つくばクレオスクエア「WAVEプレゼンツ294ライブ」ははるか1人で無事ステージをこなした。それ以降、はるかが『夜遊びメールバトル』水曜などの活動を1人で続けていた。しかし、3月末をもって294の活動休止を予定していることが、3月12日に所属事務所のGPSから発表された。
2009年5月7日、294の解散が正式に所属事務所のGPSおよび、294オフィシャルホームページ上にて発表された。
なおYouTubeにアップロードされた動画のうち、2008年4月29日にアップロードされた「An experiment」
と名付けられたかほりの動画は、アメリカ合衆国・インド・インドネシア・エジプト・サウジアラビアなど世界中で視聴回数を稼ぎ、2010年3月までに5000万Viewを突破、2010年8月25日に1億View、2011年1月14日に1億5000万View、同9月11日には2億Viewに、それぞれ到達している。

## メンバー
- はるか（1986年3月27日 - ） 
  - 佐賀県出身。
  - コント、トークではツッコミを担当していた。
  - 身長145cm、B84・W60・H85。
  - 血液型はA型。
  - 趣味は音楽鑑賞・散歩で、特技はバドミントン。
  - 2007年4月、芸能人女子フットサルチーム「TEAM dream」に入団。ポジションはゴレイロで、背番号は「17」。現在はチームは解散している。
  - 数多くの資格を持ち、英語検定、全商簿記・全商流通経済検定は3級で、秘書技能検定、全商コンピュータ利用技術検定、全商ワープロ実務検定は2級。
  - 高校卒業後、はとバスのバスガイドをしていた経歴を持つ。
  - その他パチンコ店、ドラッグストア、ティッシュ配りなどのアルバイト経験あり。本人曰く「ピンの仕事」。
  - バスガイド時代、NHK教育「ピタゴラスイッチ」の「アルゴリズム体操」にバスガイド仲間と出演したことがあり、現在もたまに放送されている。

- かほり（1987年10月5日 - ） 
  - 鳥取県出身。
  - コント、トークではボケを担当していた。
  - 身長149cm、B83・W60・H83。
  - ニックネームは「かぼちゃん」「かほりん」「かほT」など。
  - 血液型はA型。
  - 趣味は音楽鑑賞・ガーデニングで、特技はフルート・ピッコロ。
  - デビュー前、メイド喫茶で働いていた。ちなみにメイドロイド系の店でドジっ子担当だったとのこと。
  - たこ焼き屋でのアルバイト経験あり。なおバイト中に負った火傷の痕が現在も腕に残っている。
  - 居酒屋のバイトの面接を受けたが不採用だった。
  - 2007年4月、芸能人女子フットサルチーム「TEAM dream」に入団。背番号は「15」。現在はチームは解散している。
  - 右手で右足を持ちY字バランスの姿勢で左手で股間を指し、「ここがワイキキ！」と言うギャグを持つ。
  - 横顔が卓球の福原愛選手に似ている。子供の頃たい焼き屋のおじさんに「愛ちゃんに似ている」と言われ、ただでたい焼きを貰ったことがある。2008年12月30日放送「爆笑そっくりものまね紅白歌合戦スペシャル」（フジテレビ）に福原愛選手の顔だけそっくりさんとして出演した。
  - 動物ではゴマフアザラシに似ている。しかし本人は強く否定している。
  - 独特な歌詞のオリジナルコミックソングを多数作詞作曲。オフィシャルウェブショップにてコミックソング集のCD-Rが販売されている。
  - 画風にかなり個性がある。DVDと2枚目のシングルが発売されたときの特典として、かほり直筆のイラスト色紙が早期予約者にプレゼントされた。なお色紙は全て異なったイラストが描かれた。

## ディスコグラフィー

### シングル
1. ハラッパ／毎日会いたい（2007年6月6日）
  1. ハラッパ
  2. 毎日会いたい
  3. ハラッパ（instrumental）
  4. 毎日会いたい（instrumental）
2. 桜ひとひら／ミネラル（2008年1月30日）
  1. 桜ひとひら
  2. ミネラル [ TV東京「朝はビタミン」エンディングテーマ]
  3. 桜ひとひら（instrumental）
  4. ミネラル（instrumental）

### DVD
1. みんな一緒にnyokinyokiPLEASE〜私たちミュージシャンなんですけれども〜（2007年11月21日）
  1. 「ハラッパ」プロモーションビデオ
  2. 「毎日会いたい」プロモーションビデオ
  3. 現地直送「山手線一周ニョキニョキ！！」
  4. nyoki nyokiコント32連発！

## 出演番組
- エンタの天使（日本テレビ、2008年5月7日（第4回）） - キャッチコピーは『ミクロなニョキニョキ娘`s（ガールズ）』

この時はショートコントを演じ、ブリッジに『ニョキ、ニョキ!』というセリフを入れていた。
- 夜遊びメールバトル水曜（あっ!とおどろく放送局、2008年1月9日-2009年3月25日）
- 294の爆走！ニョキニョキ天国！（あっ!とおどろく放送局、最終回#31MAKEHEN編が2009年5月4日10:45で配信終了）
- 294のニョキニョキ魂　(Shibutama.TV 2008年12月12日 第26回で終了)
- 爆笑そっくりものまね紅白歌合戦スペシャル（フジテレビ、2008年12月30日）

かほりのみ、顔だけそっくりさんとして『出たがりな福原愛』の芸を披露。
- 294のニョキニョキ漂流記　(Shibutama.TV 2009年1月9日～ 毎月第2・第4金曜21：00～22：00)